# Žďárná
Žďárná je obec v okrese Blansko poblíž Boskovic ležící 638 m nad mořem. Žije zde 779 obyvatel. Obcí protéká stejnojmenný potok Žďárná.

## Historie
První písemná zmínka o obci pochází z roku 1418. Podle zápisu z roku 1505 patřila obec k boskovickému panství. V roce 1771 bylo zavedeno číslování domů. Vesnice měla 46 domů, dále mimo obec stál mlýn a vrchnostenský dvorek. V roce 1775 se již uvádí domů 50 a po zrušení nevolnictví v roce 1781 se začalo stavět podstatně více, nejprve volný prostor na pravé straně potoka, později na Strážnou, takže v roce 1800 má obec již 74 domů. Většina obyvatel pracovala v zemědělství. První známý starosta byl František Nedoma (1855-1859).

## Obyvatelstvo

### Struktura
Vývoj počtu obyvatel a počtu domů uvádí tabulka níže.
| Rok            | 1869 | 1880 | 1890  | 1900  | 1910  | 1921  | 1930  | 1950 | 1961 | 1970 | 1980 | 1991 | 2001 | 2011 | 2021 |
| -------------- | ---- | ---- | ----- | ----- | ----- | ----- | ----- | ---- | ---- | ---- | ---- | ---- | ---- | ---- | ---- |
| Počet obyvatel | 829  | 892  | 1 014 | 1 004 | 1 031 | 1 040 | 1 002 | 953  | 976  | 906  | 764  | 730  | 699  | 751  | 746  |
| Počet domů     | 92   | 116  | 128   | 134   | 156   | 164   | 185   | 211  | 222  | 218  | 196  | 213  | 271  | 283  | 286  |

## Obecní správa

### Obecní symboly
Znak a vlajka byly obci uděleny rozhodnutím předsedy Poslanecké sněmovny Parlamentu České republiky dne 26. listopadu 1999.

## Historické stavby:
- Kostel svatého Bartoloměje
- Mlýn - První zmínka pochází z roku 1770.

## Fotogalerie

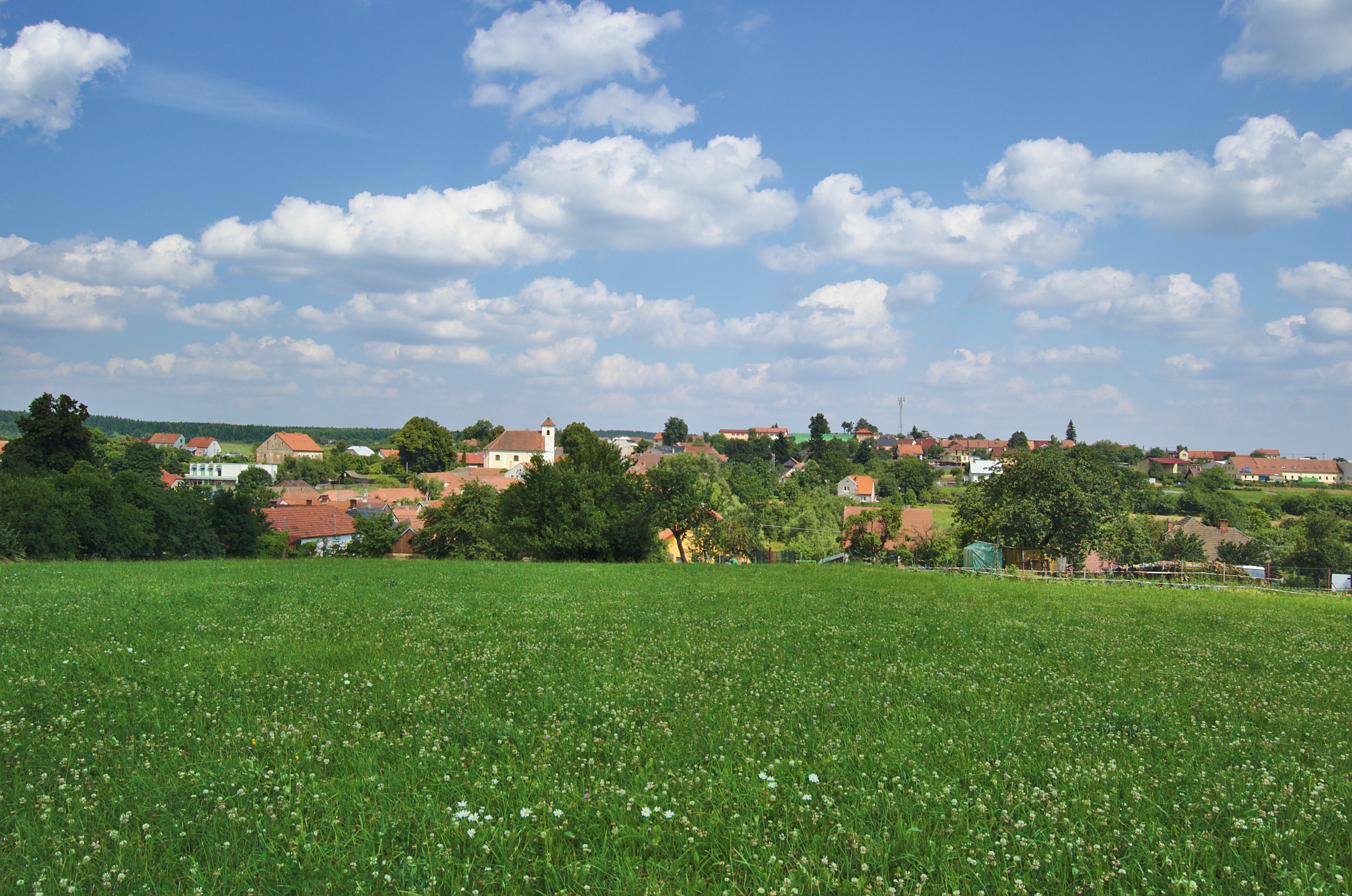
Pohled na Žďárnou od polní cesty na Valchov
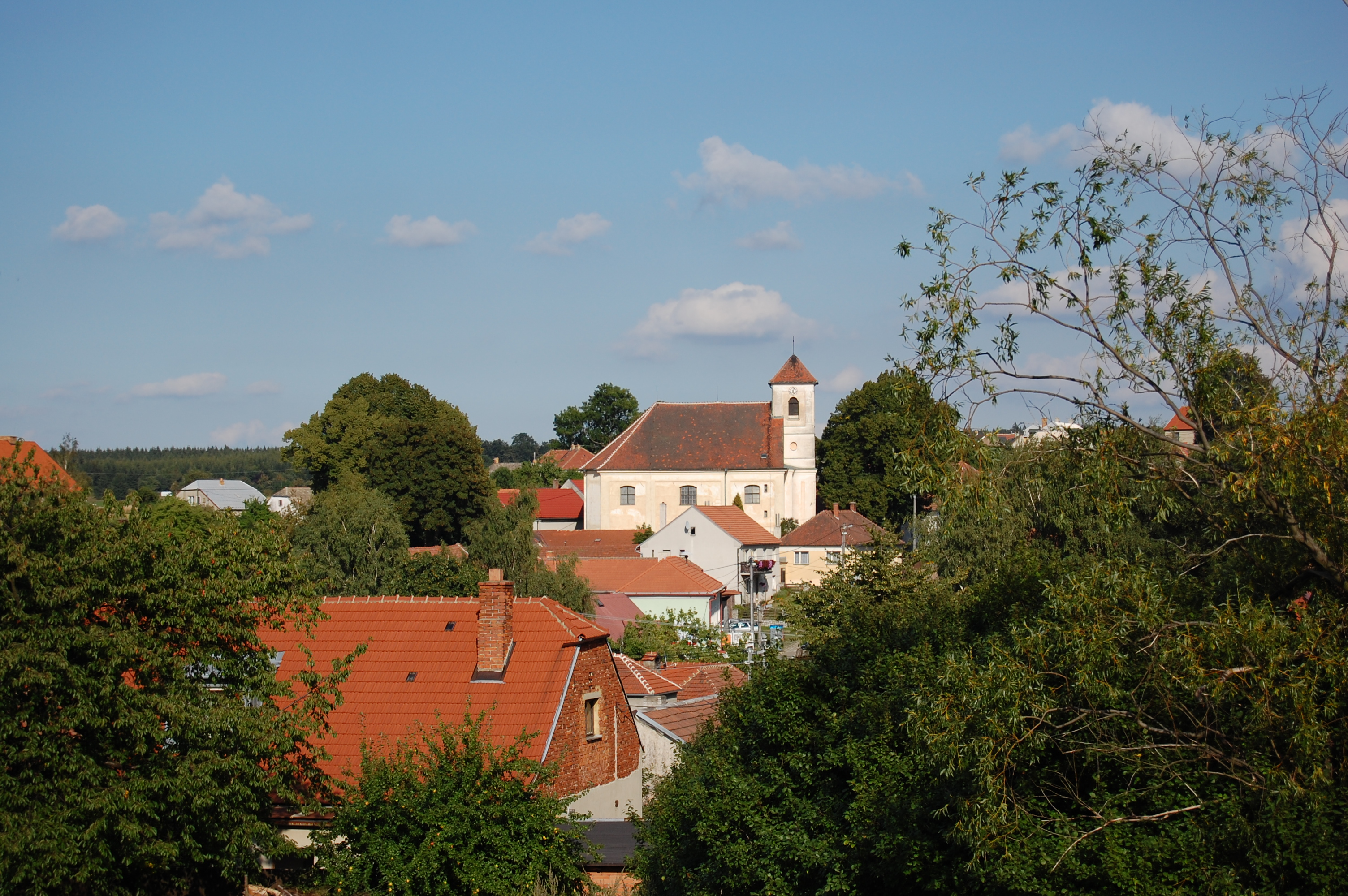
Pohled na kostel svatého Bartoloměje z dálky
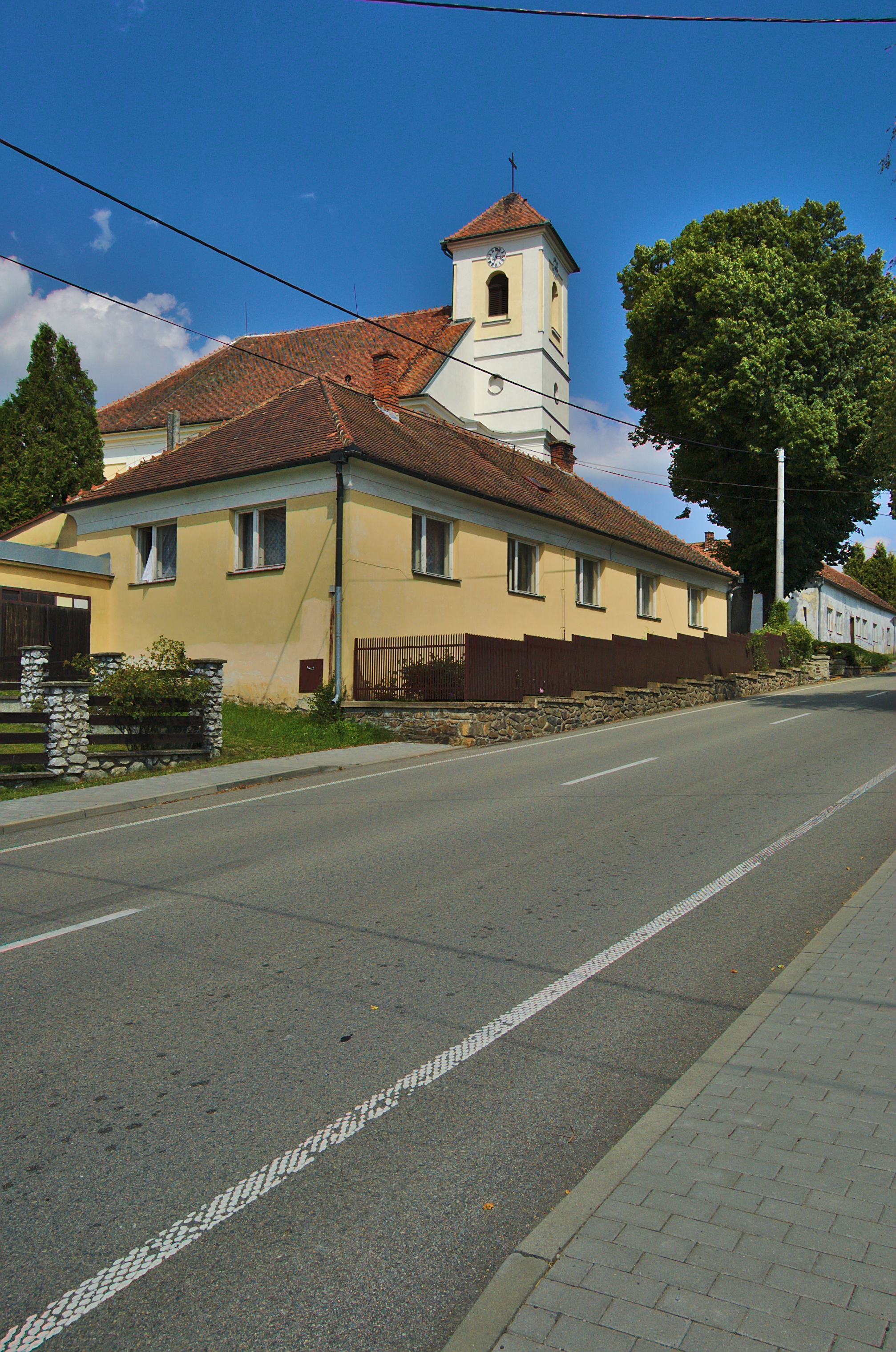
Kostel svatého Bartoloměje
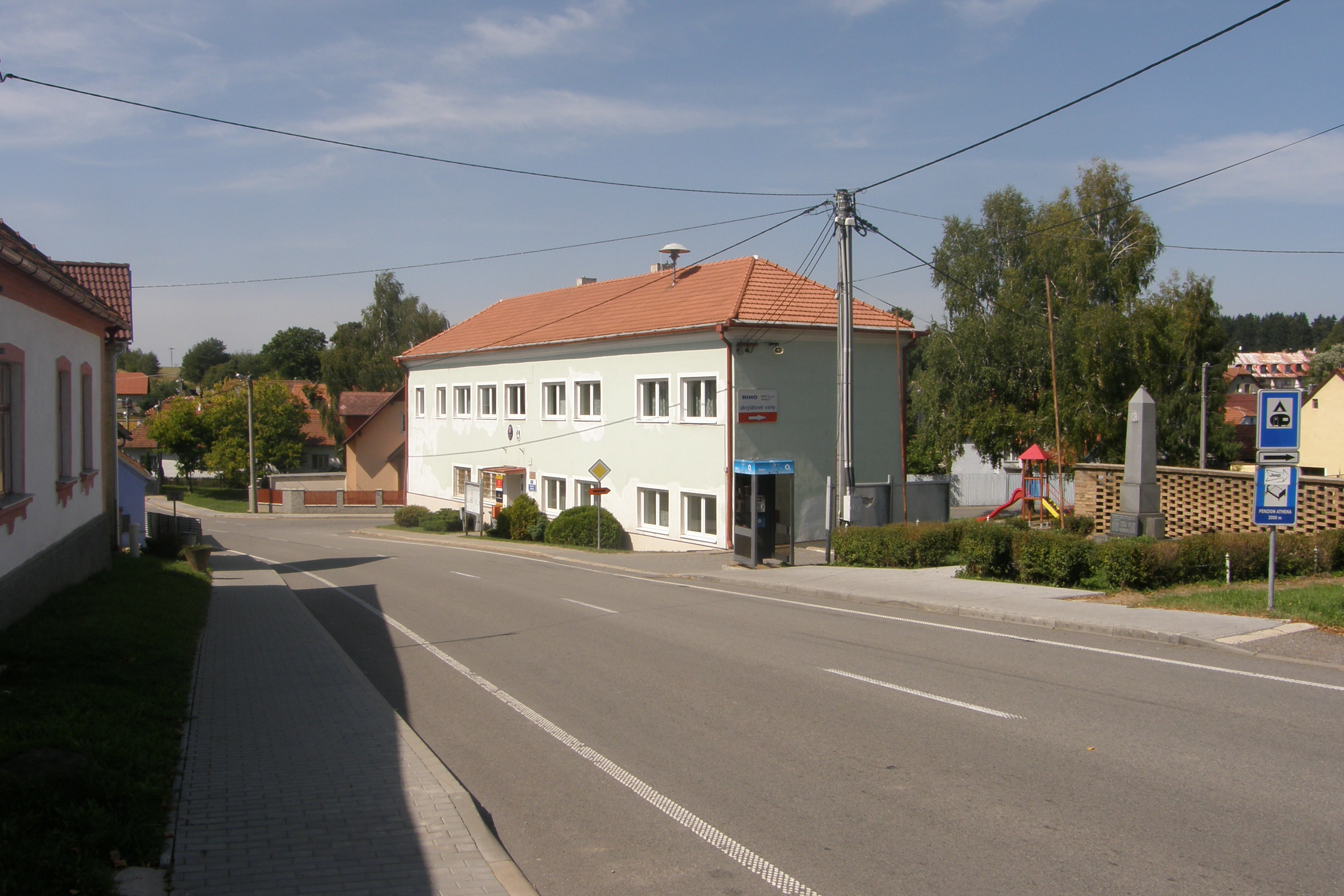
Obecní úřad
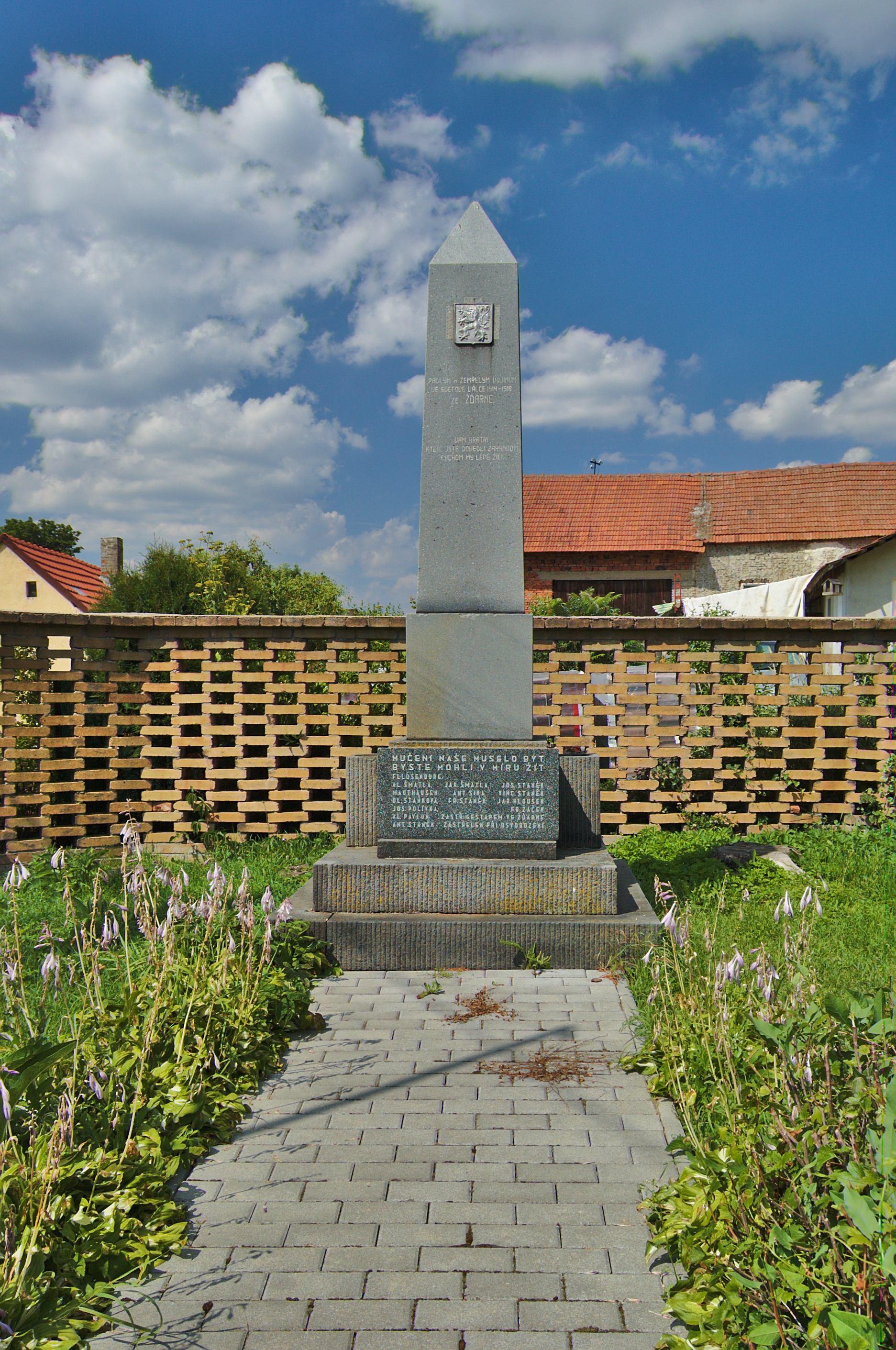
Pomník obětem první světové války